# Patrick Gasselich

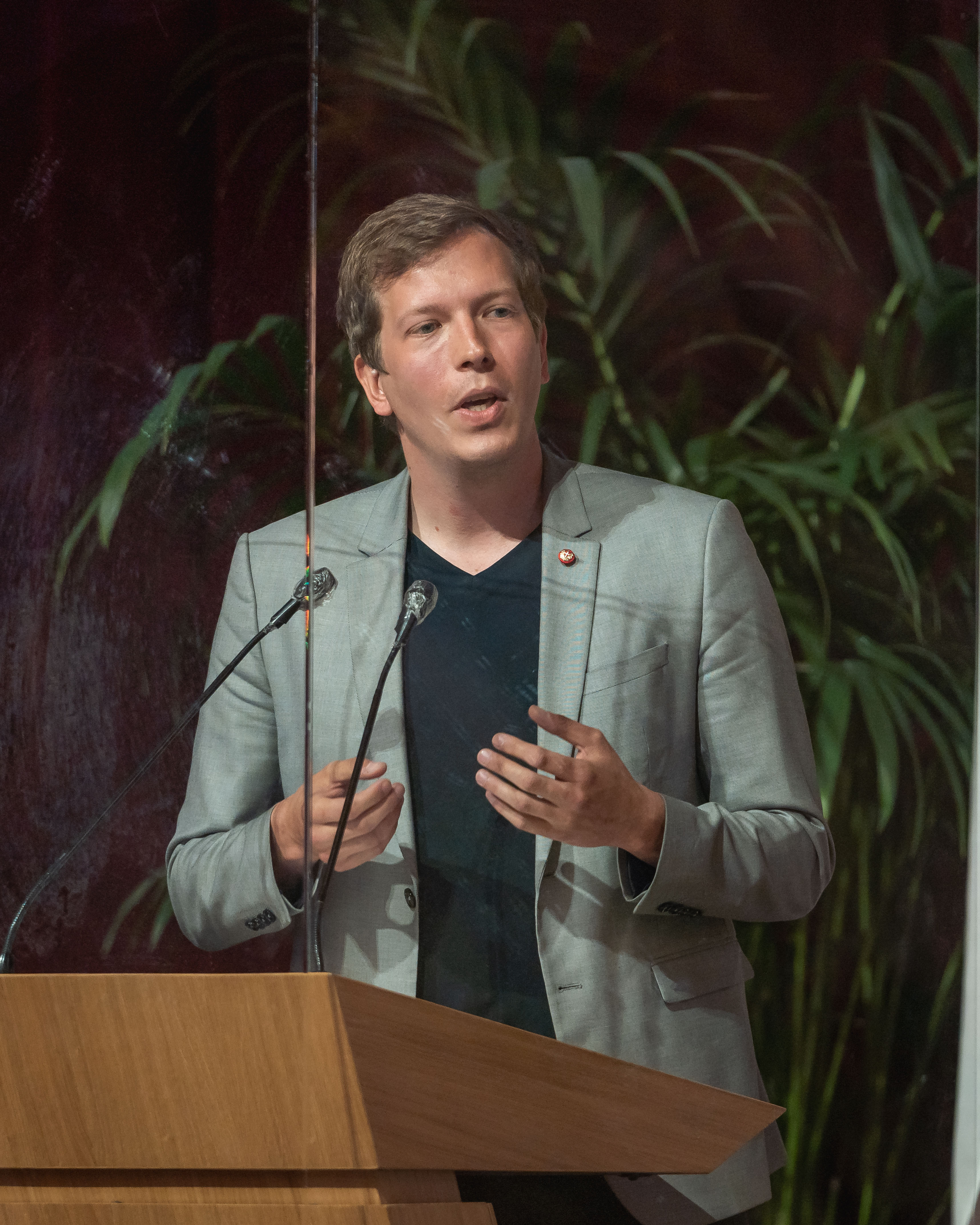
Patrick Gasselich (2021)

Patrick Gasselich (* 17. Dezember 1989 in Wien) ist ein österreichischer Politiker (ÖVP). Nach der Landtags- und Gemeinderatswahl 2020 wurde er mit 24. November 2020 Mitglied des Wiener Landtags und Gemeinderats, dem er bis zum 16. Dezember 2021 angehörte. Seit März 2022 ist Gasselich stellvertretender Bezirksvorsteher in Wien-Liesing.

## Leben
Patrick Gasselich wuchs in Wien-Liesing auf und besuchte das Gymnasium St. Ursula. Nach Abschluss der Matura 2008 studierte er Rechtswissenschaften an der Universität Wien und schloss sein Studium 2015 mit dem akademischen Grad Mag. iur. ab. Von 2016 bis 2017 arbeitete er als Referent bei der Wirtschaftskammer Österreich. Nach der Nationalratswahl 2017 war Gasselich im Rathausklub der Neuen Volkspartei Wien als Referent für Gesundheit und Soziales tätig. Zu seinem Themenschwerpunkt gehörte auch die Untersuchungskommission zum Krankenhaus Nord. Mit dem Einzug in den Wiener Landtag und Gemeinderat im November 2020 endeten Gasselichs Tätigkeiten im Rathausklub der Neuen Volkspartei Wien.

## Politische Laufbahn
Gasselich ist seit 2017 für die ÖVP in Wien-Liesing tätig. Seit Jänner 2020 ist er designierter Bezirksparteiobmann der ÖVP Liesing. 2020 trat er auf Listenplatz 1 für die Liesinger Bezirksvertretung und auf Listenplatz 2 im Wahlkreis Liesing für den Wiener Landtag- und Gemeinderat an. Von November 2020 bis Dezember 2021 war er Landtags- und Gemeinderatsabgeordneter in Wien.
In seiner ersten Legislaturperiode verhandelte Gasselich zur Reform der Wiener Untersuchungs-Kommission in seiner Rolle als Verfassungssprecher der ÖVP Wien. Daneben war er im Petitionsausschuss und Stadtrechnungshofausschuss Mitglied und im Ausschuss für Soziales, Gesundheit und Sport Ersatzmitglied. Seine Themenschwerpunkte sind Gesundheit und Soziales sowie Demokratie und Verfassung, wo er sich unter anderem für die verfassungskonforme Umsetzung der Mindestsicherung in Wien einsetzt. Gasselich beschäftigt sich außerdem verstärkt mit der Wiener Einwanderungsbehörde und kritisierte intransparente Vorgänge und lange Verfahrensdauern in der MA 35.
Nach dem Rücktritt von Gernot Blümel als Landesparteiobmann der ÖVP Wien im Dezember 2021 wechselte Bernadette Arnoldner vom Stadtsenat anstelle von Patrick Gasselich in den Gemeinderat.
Im März 2022 wurde Gasselich zum Bezirksparteiobmann der ÖVP Liesing sowie zum Bezirksvorsteher-Stellvertreter des 23. Wiener Gemeindebezirks gewählt.